# CS Mureșul Târgu Mureș
CS Mureșul Târgu Mureș war ein rumänischer Fußballverein aus Târgu Mureș. Er spielte eine Saison in der höchsten rumänischen Fußballliga, der Divizia A, und stand zweimal im Halbfinale um die rumänische Fußballmeisterschaft.

## Geschichte
Mureșul Târgu Mureș (benannt nach dem Fluss Mureș, an dem Târgu Mureș liegt) wurde im Jahr 1921 unter dem Namen SS Mureșul Târgu Mureș (deutsch: Sportverein Mureș) gegründet. Im Jahr 1923 schloss er sich mit dem Lokalrivalen CFR Târgu Mureș, dem Sportverein der Bahnarbeiter, zusammen und änderte seinen Namen in CFR Mureșul Târgu Mureș. Ein Jahr später gewann der Verein die Distriktmeisterschaft von Târgu Mureș und qualifizierte sich zur Endrunde um die rumänische Meisterschaft. Nach Siegen gegen Șoimii Sibiu und Venus Bukarest erreichte Mureșul das Halbfinale, unterlag dort aber dem späteren Meister und erfolgreichsten rumänischen Verein der 1920er-Jahre, Chinezul Timișoara, mit 0:9.
Im weiteren Verlauf des Jahres 1924 änderte der Klub seinen Namen und nannte sich fortan CS Mureșul Târgu Mureș (deutsch: Sportklub Mureș). In den folgenden Jahren gelang es Mureșul nicht mehr, die Distriktmeisterschaft zu gewinnen. Der Distrikt Târgu Mureș wurde aufgelöst und einem anderen Bereich zugeschlagen. Erst im Jahr 1932 konnte Mureșul die Meisterschaft des neu geschaffenen Bereichs Mitte gewinnen und sich erneut für die Endrunde qualifizieren. Wie schon acht Jahre zuvor zog der Klub nach einem Sieg gegen Crișana Oradea ins Halbfinale ein, unterlag aber dem amtierenden Meister UDR Reșița mit 2:8.
Trotz dieses Erfolges gehörte Mureșul nicht zu den Gründungsmitgliedern der im Jahr 1932 aus der Taufe gehobenen rumänischen Profiliga Divizia A. Erst in der Saison 1933/34 wurde der Verein aufgenommen, musste aber sofort wieder absteigen. In der Saison 1934/35 spielte er in der neu gegründeten Divizia B. Dort versuchte er in den folgenden Jahren vergeblich, in die Divizia A zurückzukehren. Im Jahr 1939 konnte der Klub zwar die Staffel Nord-West gewinnen, unterlag in den Aufstiegsspielen aber Gloria CFR Galați. Nach einem weiteren Jahr in der Divizia B löste sich Mureșul zu Beginn des Zweiten Weltkrieges schließlich auf.
Im Jahr 1944 gründeten rumänische Bahnarbeiter unter dem Namen ASM Târgu Mureș einen neuen Verein, um die besten Spieler der Stadt gemeinsam antreten zu lassen.

## Neugründung
Im Jahr 1960 fusionierten CS Târgu Mureș (hervorgegangen aus ASM Târgu Mureș) und Voința Târgu Mureș zu einem neuen Verein CS Mureșul Târgu Mureș. Dieser spielte vier Jahre lang in der Divizia B, ehe er sich im August 1964 AS Armata Târgu Mureș anschloss.

## Erfolge
- Halbfinale um die rumänische Meisterschaft: 1924, 1932

## Bekannte Spieler
- Gheorghe Váczi (1940 bis 1941)